# 国家地方警察青森県本部
国家地方警察青森県本部（こっかちほうけいさつあおもりけんほんぶ）は、旧警察法時代に存在した青森県の都道府県国家地方警察で、自治体警察を設けない地域を管轄区域とする。また国家地方警察仙台警察管区本部の行政管理を受ける。
1954年（昭和29年）の新警察法の公布により廃止され、新たに都道府県警察として青森県警察が発足した。

## 組織
1948年（昭和23年）時点
- 総務部
  - 秘書調査課、会計課
- 警務部 　 
  - 人事装備課、教養課
- 刑事部 　 
  - 捜査課、鑑識課、防犯統計課
- 警備部 　 
  - 警備課、交通課、通信課

## 地区警察署
1948年（昭和23年）時点
- 中津軽地区警察署
- 東津軽地区警察署
- 西津軽地区警察署
- 南津軽地区警察署
- 北津軽地区警察署
- 三本木地区警察署
- 野辺地地区警察署
- 下北地区警察署
- 八戸地区警察署
- 三戸地区警察署

## 県内の自治体警察
- 青森市警察
- 弘前市警察
- 八戸市警察